# Mitromorpha pinguis
Mitromorpha pinguis is een slakkensoort uit de familie van de Mitromorphidae. De wetenschappelijke naam van de soort is voor het eerst geldig gepubliceerd in 1900 door Hervier.